# Hair High
Pour plus de détails, voir Fiche technique et Distribution.
Hair High est un film d'animation américain écrit et réalisé par Bill Plympton, sorti en 2004.

## Synopsis
Rod et Cherrie sont le roi et la reine du lycée. Spud, le nouveau, offense accidentellement Rod.

## Fiche technique
- Titre original et français : Hair High
- Réalisation et scénario : Bill Plympton
- Pays d'origine :  États-Unis
- Langue originale : anglais
- Format : couleur - 35 mm - 1,66:1 - Dolby
- Genre : animation, comédie horrifique
- Durée : 78 minutes
- Date de sortie : 2004

## Distribution

### Voix originales
- Sarah Silverman : Cherri
- Keith Carradine : JoJo
- Dermot Mulroney : Rod
- Beverly D'Angelo : Darlene
- David Carradine : M. Snerz
- Eric Gilliland (en) : Spud
- Justin Long : Dwayne
- Craig Bierko : Sarge
- Ed Begley, Jr. : le révérend Sidney Cheddar
- Martha Plimpton : Mlle Crumbles